# Alexei Iwanowitsch Schachurin
Alexei Iwanowitsch Schachurin (russisch Алексей Иванович Шахурин; * 30. Januarjul. / 12. Februar 1904greg. in Michailowskoje (Gouvernement Moskau); † 3. Juli 1975 in Moskau) war von 1940 bis 1946 Minister für die Flugzeugindustrie in der Sowjetunion.

## Leben
Alexei Schachurin war das Älteste von sechs Kindern des Kupferschmiedes Iwan M. Schachurin und dessen Frau T. M. Schachurina. Die Familie lebte in dem Dorf Michailowskoje, damals etwa 20 Kilometer von Moskau entfernt und an der Straße nach Serpuchow gelegen. Sein Vater arbeitete in der „Armaturen- und Manometerfabrik von Hakental“ in Moskau, wurde aber 1915 im Ersten Weltkrieg als Soldat eingezogen, so dass seine Frau nunmehr allein die Familie ernähren musste. Schachurin begann deshalb frühzeitig mit 13 Jahren im Mai 1917 eine Lehre in einem Elektrogeschäft, musste sie allerdings aufgrund der Ereignisse während der Oktoberrevolution sechs Monate später wieder abbrechen. Anschließend arbeitete er zwei Jahre als Gehilfe in einer Elektrofirma und kam 1920 als Elektromonteur in die Kommunalverwaltung von Podolsk. Nach Fürsprache seines Vaters wechselte Schachurin im Frühjahr 1922 in die ehemalige Hakental-Fabrik, die nunmehr die Bezeichnung „Manometr“ erhalten hatte. Dort wurde er in der werkseigenen Schmiede als Gehilfe eingestellt, später kam er in die Werkzeugmacherei. 
Im Dezember 1924 wurde er als Sekretär in das Kreiskomitee des Komsomol im Moskauer Bauman-Bezirk berufen. Diese politische Tätigkeit übte er drei Jahre aus, 1927 wurde Schachurin stellvertretender Vorsitzender. Im März 1925 war er in die Kommunistische Partei eingetreten.
Neben seiner Arbeit im „Manometr“-Werk nahm Schachurin im Herbst 1927 an der Fakultät für Maschinenbau ein Abendstudium auf, gab aber nach zwei Jahren seinen Beruf endgültig auf und wechselte in den regulären Studienbetrieb. Allerdings war er in der fakultätseigenen Komsomolgruppe weiterhin politisch tätig. Während seiner Studienzeit interessierte sich Schachurin in zunehmendem Maße für die Luftfahrt und besuchte dementsprechende Kurse. Nach dem Studiumabschluss nahm er eine Tätigkeit als Leiter der Organisationsabteilung eines Werkes der „Zivilen Luftflotte“ auf. Anfang 1933 wechselte er auf Ratschlag von P. S. Dubenski als Ingenieur in dessen Versuchs- und Konstruktionsabteilung an der Schukowski-Universität und besuchte nebenbei die dortigen Luftfahrtseminare. Auch kam er mit so bekannten Fachleuten wie Wladimir Pyschnow, Boris Jurjew, Wiktor Bolchowitinow und Wladimir Wettschinkin in Kontakt.

Im August 1937 wurde Schachurin zum „Parteiorganisator“ für politische Arbeit in ein Flugzeugwerk abberufen, doch bereits im April folgenden Jahres bestimmte man ihn zum 1. Sekretär des Gebietskomitees der kommunistischen Partei für den Jaroslawler Bezirk. Seine Aufgabe bestand in der Organisation der Produktion und Erfassung der erwirtschafteten Ressourcen. Im Januar 1939 wechselte er in dieser Funktion in das Gebiet von Gorki. Schließlich wurde er am 10. Januar 1940 zum Volkskommissar (Minister) für die Flugzeugindustrie ernannt. In seiner Amtszeit erfolgte die aus den Erfahrungen des spanischen Bürgerkrieges und des Winterkrieges gegen Finnland resultierende Modernisierung der sowjetischen Luftstreitkräfte. Diese Konflikte hatten gezeigt, dass das Flugmaterial der UdSSR gegenüber ausländischen Konstruktionen veraltet war. Seit Anfang 1939 wurde deshalb intensiv daran gearbeitet, neue, modernere Flugzeugtypen zu entwickeln, neue Konstruktionsbüros wurden eröffnet und neue Werke errichtet. Dank dieser Maßnahmen hatte die Sowjetunion bei Kriegsbeginn gegen das Deutsche Reich mit der Erprobung und Einführung neuer Muster bereits begonnen. Zwar war die Produktion solcher Typen wie der Jäger Jak-1 und MiG-3 und dem Schlachtflugzeug Il-2 nur wenige Monate vor Beginn der Kampfhandlungen angelaufen und nur einige wenige Exemplare waren in den Truppendienst überführt worden, aber die Industrie konnte ihren Ausstoß im weiteren Kriegsverlauf extrem steigern, so dass die materielle Überlegenheit an Flugzeugen gegenüber dem deutschen Kriegsgegner gesichert war. Schachurin oblagen auch die im September durchgeführten Evakuierungen der im Westen der Sowjetunion gelegenen Flugzeugindustrie und ihrer Zulieferbetriebe in den Osten der Sowjetunion. 1946 wurde Schachurin mit der Anschuldigung seines Postens enthoben, während seiner Amtszeit habe eine Produktion von minderwertigem Fluggerät stattgefunden und zu sieben Jahren Haft verurteilt. Nach Stalins Tod wurde er 1953 von allen Anschuldigungen rehabilitiert und noch im August gleichen Jahres als Stellvertretender Minister für Luftfahrtindustrie wiedereingesetzt. Über diese Zeit sagte er später rückblickend: 

„Ich habe damals nicht gesehen, dass eine Bande von Feinden des Sowjetstaates wirkte. Erst später habe ich erkannt, dass mein Fall kein Irrtum war, wie ich damals meinte, sondern ein rechtzeitig ausgeklügeltes System der Denunziation von ehrlichen Sowjetmenschen, ihrer Beschimpfung, ihrer Abschiebung mittels Folter in die Kategorie der Feinde des Sowjetvolkes, der Erfindung von „Verschwörungen“ und wiederum Diffamierung und Erschießung...“

Schachurin ist Autor des Buches „Krylja Pobedy“ (russisch Крылья победы, Flügel des Sieges), das 1989 im Militärverlag ins Deutsche übersetzt erschien. Er war Träger des Titels Held der sozialistischen Arbeit.

## Werke
- Alexei Iwanowitsch Schachurin: Flügel des Sieges. Militärverlag der DDR, Berlin 1989, ISBN 3-327-00822-1 (russisch: Крылья победы. Moskau 1985. Übersetzt von Horst Wendt).